# Тоцький Леонід Григорович
Леонід Григорович Тоцький (12 лютого 1932, Лехнівка — 5 лютого 2022, Київ) — український реставратор, художник-монументаліст; член Спілки радянських художників України (1987), дійсний член Української академії архітектури. Заслужений художник України (2016).

## Життєпис
Народився 12 лютого 1932 року в селі Лехнівці (нині Броварський район Київської області, Україна). Навчавсяв в Київському училищі прикладного мистецтва. Його педагогами були Володимир Бондаренко, Григорій Довженко, Дмитро Шавикін, Григорій Синиця. Після закінчення училища почав працювати в команді реставраторів під керівництвом Луки Петровича Калениченка, які виконували роботу з рятування й реставрації мозаїк і фресок ХІ століття Софійського собору у Києві.
У 1965 році закінчив Київський державний художній інститут, де навчався зокрема у Лева Вітковського. Працював у Київському творчо-виробничому комбінаті «Художник» Національної спілки художників України.
Жив у Києві, в будинку на вулиці Празькій, № 32, квартира 35, потім в будинку на проспекті Петра Григоренка, № 3а, квартира 24.
Помер 5 лютого 2022 року.

## Творчість
Працював в галузі монументально-декоративного мистецтва. Серед робіт:
- оформлення вестибюля і фасадів Інституту теоретичної фізики імені М. М. Боголюбова НАН України (1970)[1];
- розписи, мозаїка, вітражі, ковка у санаторіях «Бердянськ», «Лазурний» (1972—1978);
- оформлення церкви Благовіщення в павільйоні над Золотими воротами (1983)[1];
- реставрація картин Сергія Васильківського в будинку Полтавського земства (1991—1997);

Був головним художником з відновлення мозаїк і розписів центрального нефу Михайлівського Золотоверхого собору (1999).
За його участю виконані:
- мозаїка склепіння вестибюля Київського залізничного вокзалу (2003);
- оздоблення фасаду нової будівлі Академічного лялькового театру (2005);
- оздоблення фасаду дитячої лікарні Печерського району (12 мозаїчних композицій і герб Печерського району) (2005);
- мозаїки «Андрій Первозваний» і «Святий Володимир» на фасаді Покровського храму на Оболоні (2005);
- мозаїка «Святий Миколай» на східному фасаді церкви Святого Миколи на воді біля Річкового вокзалу (2006);
- ковані ворота для Національного академічного драматичного театру імені Івана Франка (2006);
- два пам'ятники чорнобильцям у меморіальному комплексі в Дарниці (2006);
- мозаїчні розписи храму Миколи Святоші неподалік станції метро «Лісова» (2012).

У 2016 році працював над відновленням-реконструкцією мозаїчної підлоги Михайлівського собору Видубицького монастиря кінця ХІ століття.
Створив серію мозаїчних портретів історичних діячів України — великих київських князів Володимира Великого і Ярослава Мудрого, гетьмана Івана Мазепи, Тараса Шевченка, Михайла Грушевського, Лесі Українки.

## Увічнення пам’яті
Інститут проблем сучасного мистецтва Національної академії мистецтв України у партнерстві з Полтавським краєзнавчим музеєм імені Василя Кричевського та за підтримки Українського культурного фонду розробив проєкт «Дослідження культурної спадщини українського художника Леоніда Тоцького» — перше ґрунтовне студіювання мистецьких робіт майстра. Результати дослідження викладено у монографії Наталії Кондель-Пермінової «Мозаїка життя Леоніда Тоцького» та каталозі його програмних творів «Українські апостоли». Оприлюднення підсумків проєкту відбулися в жовтні 2023 року у Києві та Полтаві.

## Документальні фільми про Леоніда Тоцького
- «Світоч». Творче об’єднання «Вежа». Укртелефільм, 1997. Хр: 20’33”.
- «З одвічністю на “ти”. Художник-реставратор Краєзнавчого музею Леонід Тоцький». ОДТРК «Лтава», 2008. Хр: 19’47”.
- «З одвічністю на “ти”. Ротонда пам’яті». ОДТРК «Лтава», 2009. Хр: 30’00”.
- «Українські апостоли Леоніда Тоцького». ДТРК «Культура», 2010. Хр: 40’58”.
- «Мрійник та романтик Леонід Тоцький». ДТРК «Культура», 2012. Хр: 25’45”.

## Зауваги
1. ↑  За значний особистий внесок у державне будівництво, соціально- економічний, науково-технічний, культурно-освітній розвиток України, вагомі трудові здобутки та високий професіоналізм.